# Andreas Fels
Andreas Fels (* 1. August 1972 in Köln) ist ein deutscher Autor, Werbetexter und Grafiker.

## Leben
Fels studierte an der Universität zu Köln Japanologie, Anglistik und Germanistik. Während des Studiums bemerkte er, dass es im noch jungen Internet kaum Angebote zum Thema Japan in deutscher Sprache gab. Er entschied sich, die eigene Internetplattform Japanlink als „interkulturelle Verbindung zwischen Japan und Deutschland“ ins Leben zu rufen. Die Seite enthielt zunächst nur geografische und historische Daten und Fakten, bot aber – auch dank der Unterstützung von Kommilitonen der Kölner Japanologie – bald auch Artikel zu soziologischen und popkulturellen Themen.
Im Jahr 1997 machte sich Fels selbstständig und bot Kunden die Umsetzung von Internetseiten an. In der hieraus entstandenen Werbeagentur APIX arbeitet Fels seitdem als Geschäftsführer und Kreativdirektor. Bereits seit dem Studium verfasste Fels Artikel mit Japanbezug für verschiedene Publikationen wie Animania. Zum 2003 im Bruckmann Verlag erschienenen Bildband Tokyo steuerte er die Texte bei. Hierbei begleitete er die fiktiven Charaktere Yukiko und Kenji bei einem Rundgang durch die japanische Metropole. Die beiden Figuren spielen auch in den späteren Werken Japan, Die Axt im Chrysanthemenwald und Liebe auf Japanisch eine wesentliche Rolle. Die drei letztgenannten Werke verfasste er gemeinschaftlich mit seiner Frau Kerstin.
Das bislang erfolgreichste Buch des Autorenpaars ist Die Axt im Chrysanthemenwald. Aufbau und seine Struktur legten den Grundstein für die Fettnäpfchenführer-Reihe, die der Reiselteraturverlag Conbook auflegte. Nach Übernahme von Conbook durch GeraNova Bruckmann im Januar 2024 wurden einzelne Titel der Fettnäpfchenführer-Reihe durch Bruckmann neu aufgelegt und erschienen Ende November 2024 als komplett überarbeitete Neuauflage.

## Publikationen
- 2003: Tokyo, Bruckmann
- 2007 mit Kerstin Fels: Japan, Bruckmann
- 2010 mit Kerstin Fels: Die Axt im Chrysanthemenwald: 50 Wege sich in Japan zu blamieren (später: Fettnäpfchenführer Japan), Conbook
- 2019 mit Kerstin Fels: Liebe auf Japanisch, Conbook
- 2024 mit Kerstin Fels: Fettnäpfchenführer Japan, Bruckmann[3]